# ديرايدر
ديرايدر (لويزيانا) (بالإنجليزية: DeRidder, Louisiana)‏ هي مدينة تقع في الولايات المتحدة في لويزيانا.  يقدر عدد سكانها بـ 10,578 نسمة .

## التركيبة السكانية
حدّد مكتب تعداد الولايات المتحدة بيانات التركيبة السكانية لديرايدر في تعداد الولايات المتحدة. في ما يلي، التركيبة السكانية حسب تعدادي 2000 و2010.

### تعداد عام 2000
بلغ عدد سكان ديرايدر 9,808 نسمة بحسب تعداد عام 2000، وبلغ عدد الأسر 3,819 أسرة وعدد العائلات 2,616 عائلة مقيمة في المدينة. في حين سجلت الكثافة السكانية 406.5 نسمة لكل كيلومتر مربع (1,052.8/ميل2). وبلغ عدد الوحدات السكنية 4,454 وحدة بمتوسط كثافة قدره 184.6 لكل كيلومتر مربع (478.1/ميل2).
وتوزع التركيب العرقي للمدينة بنسبة 60.81% من البيض و34.73% من الأمريكيين الأفارقة و0.57% من الأمريكيين الأصليين و1.42% من الأمريكيين ذوي الأصول الآسيوية و0.03% من سكان جزر المحيط الهادئ و0.57% من الأعراق الأخرى و1.88% من عرقين مختلطين أو أكثر و2.40% من الهسبانيون أو اللاتينيون من أي عرق.
بلغ عدد الأسر 3,819 أسرة كانت نسبة 37.5% منها لديها أطفال تحت سن الثامنة عشر تعيش معهم، وبلغت نسبة الأزواج القاطنين مع بعضهم البعض 48.6% من أصل المجموع الكلي للأسر، ونسبة 16.9% من الأسر كان لديها معيلات من الإناث دون وجود شريك،  بينما كانت نسبة 3% من الأسر لديها معيلون من الذكور دون وجود شريكة وكانت نسبة 31.5% من غير العائلات. تألفت نسبة 28.1% من أصل جميع الأسر من عدة أفراد يعيشون في نفس المنزل ونسبة 11.7% كانت تتألف من شخص يعيش بمفرده يبلغ من العمر 65 عاماً أو أكثر. وبلغ متوسط حجم الأسرة المعيشية 2.48، أما متوسط حجم العائلات فبلغ 3.03.
بلغ العمر الوسطي للسكان 36.6 عاماً. وكانت نسبة 27.1% من القاطنين تحت سن الثامنة عشر، وكانت نسبة 8.2% بين الثامنة عشر والرابعة والعشرين عاماً، ونسبة 26.6% كانت واقعةً في الفئة العمرية ما بين الخامسة والعشرين والرابعة والأربعين عاماً، ونسبة 21.9% كانت ما بين الخامسة والأربعين والرابعة والستين، ونسبة 12.7% كانت ضمن فئة الخامسة والستين عاماً فما فوق. يوجد لكل 100 أنثى 88.6 ذكر، ويوجد لكل 100 أنثى في الثامنة عشر من عمرها فما فوق 82.3 ذكر.
بلغ متوسط دخل الأسرة في المدينة 31,952 دولارًا، أما متوسط دخل العائلة فبلغ 39,384 دولارًا. وكان متوسط دخل الذكور 36,388 دولارًا مقابل 21,302 دولارًا للإناث. وسجل دخل الفرد الخاص بالمدينة 16,996 دولارًا. وكانت نسبة 15% من العائلات ونسبة 18% من السكان تحت خط الفقر، وكان من هؤلاء نسبة 22.1% تحت سن الثامنة عشر ونسبة 18.2% في الخامسة والستين من العمر وما فوق.

### تعداد عام 2010
بلغ عدد سكان ديرايدر 10,578 نسمة بحسب تعداد عام 2010، وبلغ عدد الأسر 4,161 أسرة وعدد العائلات 2,740 عائلة مقيمة في المدينة. في حين سجلت الكثافة السكانية 438.4 نسمة لكل كيلومتر مربع (1,135.5/ميل2). وبلغ عدد الوحدات السكنية 4,634 وحدة بمتوسط كثافة قدره 192 لكل كيلومتر مربع (497.3/ميل2).
وتوزع التركيب العرقي للمدينة بنسبة 59.61% من البيض و33.36% من الأمريكيين الأفارقة و0.88% من الأمريكيين الأصليين و1.53% من الأمريكيين ذوي الأصول الآسيوية و0.13% من سكان جزر المحيط الهادئ و1% من الأعراق الأخرى و3.48% من عرقين مختلطين أو أكثر و4.48% من الهسبانيون أو اللاتينيون من أي عرق.
بلغ عدد الأسر 4,161 أسرة كانت نسبة 35.6% منها لديها أطفال تحت سن الثامنة عشر تعيش معهم، وبلغت نسبة الأزواج القاطنين مع بعضهم البعض 44.9% من أصل المجموع الكلي للأسر، ونسبة 16.8% من الأسر كان لديها معيلات من الإناث دون وجود شريك،  بينما كانت نسبة 4.1% من الأسر لديها معيلون من الذكور دون وجود شريكة وكانت نسبة 34.2% من غير العائلات. تألفت نسبة 30.3% من أصل جميع الأسر من عدة أفراد يعيشون في نفس المنزل ونسبة 10.5% كانت تتألف من شخص يعيش بمفرده يبلغ من العمر 65 عاماً أو أكثر. وبلغ متوسط حجم الأسرة المعيشية 2.46، أما متوسط حجم العائلات فبلغ 3.05.
بلغ العمر الوسطي للسكان 35.5 عاماً. وكانت نسبة 26.6% من القاطنين تحت سن الثامنة عشر، وكانت نسبة 8.1% بين الثامنة عشر والرابعة والعشرين عاماً، ونسبة 27.3% كانت واقعةً في الفئة العمرية ما بين الخامسة والعشرين والرابعة والأربعين عاماً، ونسبة 24.1% كانت ما بين الخامسة والأربعين والرابعة والستين، ونسبة 13.8% كانت ضمن فئة الخامسة والستين عاماً فما فوق. وتوزع التركيب الجنسي للسكان بنسبة 47.7% ذكور و52.3% إناث.

## أعلام
- بيرت آدامز
- مارفن جونسون
- جينيفر وينر
- ألين برادلي
- ميل برانش